# بوتاش
شركة بوتاش (شركة خطوط أنابيب البترول التركية) هي شركة أنابيب النفط والغاز الطبيعي المملوكة للدولة وشركة تجارية في تركيا . تأسست الشركة في عام 1974 كشركة تابعة لـ مؤسسة البترول التركية (TPAO). منذ عام 1995 ، هي شركة مملوكة بالكامل للدولة.

## روابط خارجية
- الموقع الرسمي
- الموقع الرسمي